# EST Edições
A Editora & Livraria Frei Rovílio, mais conhecida como EST Edições ou Editora EST, é uma editora brasileira sediada em Porto Alegre, vinculada à Escola Superior de Teologia mantida pelos capuchinhos. A editora tem se destacado na divulgação de literatura sobre a imigração no estado do Rio Grande do Sul.

## História
A editora foi fundada em Porto Alegre em 31 de janeiro de 1974 pelo historiador e frei capuchinho Rovílio Costa, inicialmente publicando registros paroquiais das colônias italianas do Rio Grande do Sul, incluindo livros-tombo, registros de nascimento, casamento e óbito, bem como documentos do Estado, como atas, relatórios e ofícios de órgãos de governo. Logo a editora diversificou seu campo de trabalho, com o objetivo de resgatar uma história ampliada do estado, concentrando-se na história da imigração europeia, em seus aspectos de colonização do território, genealogia, cultura, língua, religião, política, sociedade, tradições, memorialismo e literatura ficcional colonial, além de trabalhos sobre a história das populações africana e indígena.
Também merecem nota suas coleções dedicadas à história de municípios, os anais de congressos e seminários, e suas coleções documentais, incluindo correspondência e crônicas de imigrantes e material do Arquivo Histórico do Rio Grande do Sul, do Arquivo Público do Estado do Rio Grande do Sul e de arquivos municipais e privados, oferecendo um rico acervo de fontes primárias para uso de pesquisadores.
Costa permaneceu na direção da editora por 35 anos, publicando mais de dois mil títulos. A editora tem desempenhado um importante papel no campo da historiografia da imigração e colonização, publicando muitas obras que se tornaram referenciais. A maioria dos títulos, contudo, contemplou as etnias italiana e alemã, e a italiana com mais que o dobro de títulos que a alemã. A editora deu uma significativa contribuição na divulgação de literatura sobre a imigração italiana após a explosão bibliográfica ocorrida em função das comemorações do centenário da imigração em 1975, e segundo Mário Maestri, "fora das instituições acadêmicas e dos programas de pós-graduação de História, os estudos ítalo-coloniais de vocação histórica são possivelmente a área bibliográfica de maior dinamismo no Rio Grande do Sul. Sobretudo, são o fruto despretensioso do trabalho de pessoas sem estudo superior, ou, quando formados, de indivíduos que não são historiadores. Teve importância fulcral nesse valioso esforço bibliográfico a Editora EST, sob a incansável animação do frei Rovílio Costa, durante anos secundado pelo filósofo e cientista social Luís Alberto De Boni". Nas palavras de Silvino Santin, 
"Quantos autores principiantes encontraram na Editora EST o caminho do lançamento de seus escritos. A questão não eram os lucros, bastava tratar-se de algum trabalho que apresentasse algum valor cultural. Assim, milhares de livros foram oferecidos à leitura dos mais diferentes gostos literários. Documentos históricos, prestes a serem consumidos pelo fogo ou jogados fora, foram recuperados e colocados à disposição de pesquisadores e estudiosos. As correntes migratórias, notadamente a italiana, encontraram nas publicações da EST o escoadouro natural de suas histórias e dos arquivos de suas tradições. [...] Voltaram à lembrança as histórias e estórias dos nonos e das nonas. Aquelas fotografias velhas e amareladas tomavam novas cores e novos significados. Os falares dialetais voltam com sua sonoridade e encantamento pela riqueza de sua expressividade. [...] Operava-se o milagre da transformação de uma história, condenada a ser esquecida, para uma história a ser lembrada, gravada e celebrada".
Em 2023 a editora mantinha em seu catálogo obras nos campos de antropologia, biografia, cinema, comportamento, conto, crônica, culinária, idiomas, economia, educação, filosofia, genealogia, história, imigração, jornalismo, literatura, meio ambiente, municípios, música, poesia, psicologia, religião, romance, saúde, tropeirismo e turismo.